# Бели (Андреапольский район)
Бели — деревня в Андреапольском городском округе Тверской области.

## География
Находится в западной части Тверской области на расстоянии приблизительно 33 км на запад-северо-запад по прямой от города Андреаполь.

## История
Деревня уже была показана на карте 1838 года как поселение с 16 дворами. В 1872 году здесь (деревня Холмского уезда Псковской губернии) было учтено 16 дворов, в 1939 — 43. До 2019 года входила в Торопацкое сельское поселение Андреапольского района до их упразднения.

## Население
Численность населения: 95 человек (1872 год), 48 (русские 92 %) в 2002 году, 49 в 2010.